# Comtat de Santa Gadea
El comtat de Santa Gadea és un títol nobiliari espanyol concedit el 1587 a Martín de Padilla. Després es va incorporar a les cases de Lerma, Sogorb i, finalment, a la de Medinaceli. El títol fa referència a la vila de Término, posteriorment Santa Gadea de Bureba, a la província de Burgos.
El títol va ser concedit per gràcia de Felip II el 24 de juliol de 1587 a Martín de Padilla y Manrique, setè comte de Buendía, Gran d'Espanya i Adelantado Major de Castella, a més de comanador de diverses localitats dels ordes de Calatrava i d'Alcántara, pels seus serveis militars, entre d'altres per la seva assistència a la batalla de Lepant, on es va distingir per la rendició i la presa de quatres galeres turques, i posteriorment, com a Capità General de Galeres la presa d'algerians i l'auxili als presidis de la Barbaria, entre d'altres.
Juntament amb la dignitat d'Adelantado, el comtat es va incorporar a la casa ducal de Lerma i Uceda per extinció de la línia directa masculina el 1622, i més tard a la de Sogorb i Cardona pel matrimoni de la comtessa, també duquessa de Lerma, Mariana de Sandoval y Manrique de Padilla amb el duc Lluís Ramon d'Aragó. La primogènita d'ambdós, Caterina d'Aragó es va casar el 1659 amb el duc de Medinaceli, Juan Francisco de la Cerda, enllaç que va propiciar la incorporació del comtat a la casa de Medinaceli.
Les armes que s'utilitzen per a aquest comtat són tres paelles col·locades en pal, la del mig en una posició més elevada, sobre camp d'atzur.